# Рейд рудничных партизан во главе с Иваном Чаплиным
Рейд рудничных партизан во главе с И. Чаплиным — военная операция рудничных партизан в декабре 1918 — январе 1919 года во главе с И. Г. Чаплиным.

## История
После начала революции в Германии немецкие части стали покидать Донбасс, и на короткое время в регионе утвердилась власть Директории. В декабре 1918 года на станции Яма был создан Оперативный штаб областного революционного комитета Донецкого бассейна, который руководил военными операциями разных партизанских отрядов против Армии УНР и Донского казачества.
На станции Яма штаб принял решение разделить крупный крупный отряд численностью 300 бойцов на две группы одна во главе с И. Чаплиным вторая во главе с И. Зелёным.
19 ноября Центральным ревкомом повстанческих частей Украины была издана директива в которой в 5 пункте говорилось:
«Немедленно организовать партизанские отряды в Донецком бассейне, в частности для захвата Северо-донецкой ж. д. в связи с занятием красными частями Харькова и дабы воспрепятствовать её порче контрреволюционерами».
Группе И Чаплина было дано поручение очистить Северо-Донецкую железную дорогу до Харькова от частей Армии УНР. Отряд Чалина оперировавший на линии Яма Харьков наталкивался на мелкие группы украинской армии которые отступали на запад. Отряд направился на ст. Лиман которую занял без боя, от местных жителей Чаплин узнал что петлюровцы расстреляли несколько человек и уехали в направлении Харькова. Отряд задался целью догнать петлюровцев. Назначив Ивана Зиму комендантом станции, штаб потребовал у администрации станции лучший паровоз и соорудить броневик. Администрации выполнила это требование и на следующий день на станции стоял паровоз и пульмановский вагон оборудованный под броневик. Отряд направился догонять петлюровцев.
По дороге партизанами 3 января 1919 был занят Изюм но петлюровцев тут не было. Станции была украшена красными флагами, был проведён митинг, в городе расклеили объявления что город Изюм занят рудничными красными партизанами . В городе был создан ревком. Военные склады были опечатаны и переданы местным партизанам атамана Савонова, которые контролировали город.
Узнав что петлюровцы на станции Балаклея отряд направились туда . Петлюровцы действительно недавно были тут высадившись походным порядком они отправились в Славянск. В Балаклее бойцы Армии УНР оставили броневик и вагон оружия. Связавшись с начальником штаба Антоновым-Овсеенко рудничные партизаны отправились на ст. Лиман, чтоб перехватить петлюровцев у ст. Константиновка. Для этой цели штаб привлёк Повстанческий полк Савонова, который должен был наступать на Славянск с запада, а отряд во главе с Чалиным с востока. В таком порядке партизаны начали наступление на Константиновку и Славянск. Из за саботажа железнодорожников отряд Чаплина опоздал и успел обстрелять с бронепоезда тыл петлюровцев в Славянске захватили двух казаков Армии УНР. Взяв Константиновку партизаны ликвидировали местные органы власти которые подчинялись УНР, и установили в городе советскую власть.
После этого отряд по заданию уездного ревкома повёл наступление на Бахмут, что бы оттянуть наступление Добровольческой армии на Харьков. По оперативному плану отряд Чаплина разделился на две колонны, первая под командованием Чаплина наступала с запада, вторая под командованием Рясного Даниила с востока. Выступили две колоны с Константиновки одновременно в 10 часов вечера 5 января 1919, и как было условлено две колонны к 4 часам утра заняли свои позиции. После этого две группы пошли в наступление. Город был занят с незначительными потерями.
Заняв город партизаны освободили политических заключённых из тюрьмы, захватили почту телеграф. Продолжительные бои длились за обладание гостиницей «Бристоль». Из за неумения вести уличные бои и недисциплинированности некоторых частей, партизаны не смогли удержать город и отступили на север.
Вскоре отряд Чаплина влился в 12 украинский полк командиром которого назначили Михайловского, а Чаплина командиром 2-го батальона.